# Campinense Clube
O Campinense Clube é uma agremiação esportiva de Campina Grande, no estado da Paraíba, fundada em 12 de abril de 1915, por 29 pessoas.
Possui 22 títulos do Campeonato Paraibano, detendo a maior sequência de títulos do estado – hexacampeão entre 1960 e 1965. Tem como seu maiores resultados a conquista da Copa do Nordeste em 2013 bem como seu vice-campeonato em 2016. Os resultados recentes na principal competição regional do país consagra o clube como um dos mais importantes da região como também um dos mais importantes do estado na competição.

## História

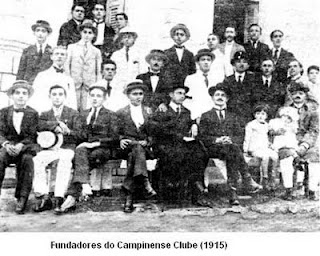
Os 29 fundadores do Campinense

Quando Campina Grande nem sequer contava com luz elétrica e a cidade tinha pouco mais de 10 mil habitantes, o Campinense Clube foi fundado no dia 12 de abril de 1915, como uma sociedade recreativa dançante, que se chamava Sociedade Recreativa Campinense Club.
Houve várias reuniões, até que finalmente o jovem advogado Hortêncio de Souza Ribeiro, depois de uma reunião "quente", sugeriu que o clube passasse a se chamar Campinense, esse nome retratava tudo, inclusive a vaidade e o bairrismo dos fundadores, o nome obteve votação unânime.
O Campinense Clube surgiu como uma agremiação social, promovia bailes carnavalescos e juninos, quermesses e diversos encontros culturais na sociedade campinense.
Segue a lista com os nomes dos 29 fundadores do clube:
- Acácio Figueiredo
- Adauto Belo
- Adauto Melo
- Alberto Saldanha
- Alexandrino Melo
- Antônio Cavalcanti
- Antônio Lima
- Arnaldo Albuquerque
- Basílio Agustinho de Araújo
- César Ribeiro
- Dino Belo
- Elias Montenegro
- Gilberto Leite
- Gumercindo Leite
- Horácio Cavalcanti
- João Honório
- José Amorim
- José Aranha
- José Câmara
- Luiz Soares de Araújo
- Manoel Colaço
- Martiniano Lins
- Nhô Campos
- Sebastião Capiba
- Severino Capiba
- Sindô Ribeiro
- Tertuliano Souto
- Valdemar Candeia
- José Pereira

### 1917: Primeiro time
No ano de 1917, o presidente do Campinense, Arnaldo Albuquerque, criou um departamento de esportes, surgiu então o primeiro time de futebol do Campinense. Normalmente os jogadores do Campinense até nesse fase eram jovens estudantes, que jogavam futebol sem interesse financeiro. O Campinense venceu sua primeira partida em junho de 1919, 1 x 0 contra o América, time local da cidade.

### Primeira rivalidade e fim do futebol no clube
O primeiro rival do Campinense foi o América, e sempre que havia jogo entre essas duas equipes era sempre esperada briga, as coisas esquentaram mesmo em 1919 quando o Campinense conseguiu sua primeira vitória na história, venceu o América por 1x0, como havia muitas brigas e confusão após os jogos, os sócios estavam insatisfeitos, porque se esperava a restrição da prática do futebol apenas para os filhos dos sócios, a presença dos populares não agradou em nada as elites. Então em 1920 a diretoria resolveu acabar com o Departamento de Futebol do Campinense Club.
O clube continuou funcionando, mas apenas como clube social na organização festas carnavalescas e juninas, além de outros atrativos como colações de grau, concurso de Miss Campina Grande, shows com cantores diversos, etc. Por 25 anos o Grêmio Renascença (posteriormente Aliança Clube 31) foi a maior rival do Campinense, as duas agremiações disputavam para saber quem fazia o melhor carnaval de Campina Grande. Antes de ser desativado, o Campinense realizou 8 partidas e foi vice-campeão do Campeonato da Cidade em 1919 e 1920.
Na década de 1930 o clube cartola construiu sua sede própria, na antiga Praça do Catavento, posteriormente Praça Cel. Antônio Pessoa. Essa sede foi inaugurada em 22 de fevereiro de 1936 e foi construída com fundos próprios pelos seus associados e com a ajuda do então Prefeito Antônio Almeida que cedeu materiais da antiga cadeia pública demolida em 1935.

### 1950: O Retorno
Em 1954, o Campinense voltou a praticar futebol, com a presidência do Dr. Gilvan Barbosa, houve muita discussão para que isso acontecesse, pois alguns membros não queriam tal coisa, mas o médico Gilvan Barbosa foi um que mais apoiou a ideia e era o presidente do clube na época, os jogadores do clube na época treinavam no sábado a tarde para não atrapalhar o trabalho de seus integrantes, mesmo assim alguns abandonaram a equipe por não conseguir conciliar o tempo produtivo. No dia 12 de março de 1954 o Campinense volta as atividades futebolísticas, só que com a denominação "Centro Esportivo Campinense Clube-CECC", o CECC tinha como finalidade incentivar a prática de vários esportes: basquete, vôlei, tênis etc. Em julho de 1954 o clube conseguiu sua primeira vitória após a volta ao futebol, 3x2 contra o Ferroviário de José Pinheiro, numa decisão por pênaltis, cobrados por Eurimar Oliveira. Inicialmente o CECC era só para o lazer dos associados, era tudo amador. A preocupação era muito grande, o Departamento de Futebol do Campinense, tinha seu próprio estatuto, com treinamentos realizados em outro espaço, completamente separado das atividades sociais do clube até com presidente próprio. No Campinense, o futebol foi a porta de entrada para os populares.
Em 1955, foi inscrito o primeiro time de futebol do Campinense em sua primeira competição oficial, a Liga Campinense de Futebol, que era um torneio municipal de Campina Grande. O Campinense foi o vice-campeão em 1955,1956,1957, o que era algo incrível, pois o Campinense era um clube amador, e mesmo assim conseguia tais feitos, no dia 13 de outubro de 1957, o Campinense venceu o Treze (equipe profissional) por 2x1, foi a primeira vitória do Rubro-Negro em cima do seu maior rival, isso gerou muito rumores que o Campinense poderia se profissionalizar, porquê mesmo sendo uma equipe amadora, conseguirá bater a um clube profissional.
Existia muito frisson por parte da impressa de Campina Grande, cada vez mais aumentava os rumores que o Campinense iria se profissionalizar, essa profissionalização gerava desconfiança até entre os sócios do clube, havia muita polêmica, várias reuniões foram feitas, a impressa apresentava propostas de como seria esse caminho de profissionalização, por outro lado os jornalistas exigiam um "profissionalismo limpo", que seria uma folha de pagamento relativa. Nessa fase de pré-profissionalismo, existia na cidade outra equipe, conhecida como Esporte Clube Campinense, a inda em 1958 houve uma tentativa de fusão entre essa equipe e o Campinense Clube, a ideia era chamar essa nova equipe de Campinense Esporte Clube, mas não houve acordo entre as partes, os clubes tinham bens próprios e não abriam mão de suas referências clubísticas.
Em 1958,o clube se profissionalizou, no início de 1959 chega os primeiros jogadores profissionais do Campinense, as primeiras contratações do Campinense foram o goleiro Josil e o meio-esquerda Bruno. Seguiu assim várias contratações: o meia-direita Tim, o centro-médio Jaime, do Esporte, e o apoiador Zito, que atuava na cidade de Patos. A equipe também contava com nomes conhecidos como Marinho, Eudes, Paulo, Gilvandro, Murilo, ex-atletas do Guarany, do Senhor Elias Mota, principal equipe de futebol amadora dos anos 50 da cidade de Campina Grande. O primeiro artilheiro do Campinense foi Miro. O banqueiro Newton Rique emprestou ao clube a importância de 50 mil Cruzeiros, quantia que viabilizou a profissionalização do departamento de futebol do clube. Isso mostrava a força econômica do Campinense, que desde do princípio, tanto é que o clube é conhecido até hoje como "Aristocrático", dinheiro era o que não faltava no Campinense. Quando tornou-se clube profissional, o Campinense precisava de um estádio. Foi então que os dirigentes da época, solicitaram uma parceria com a prefeitura através de comodato.
O prédio era público, mas administrado pela iniciativa privada, no caso o Campinense.
Pelo acordo, o Campinense ficou responsável por concluir o estádio, erguendo as arquibancadas geral e implantando pista de atletismo, quadra, piscina olímpica e iluminação.

### 1960 – 1965: Primeiro título estadual de forma invicta, hexa paraibano e campanha na Taça Brasil
Em amistosos disputados, o Campinense mostrava que estava pronto, o ainda Centro Esportivo Campinense Clube, se inscreveu pela primeira vez no Campeonato Paraibano, isso foi em 1960, apenas o Campinense e o Paulistano eram de Campina Grande, o resto da equipes eram da capital da Paraíba, o regulamento da competição e a própria participação do clube, foi bastante questionada, pois a maioria dos jogos seriam disputados na capital, dificultando assim a participação das equipes locais. O regulamento do Paraibano de 1960, era assim: o campeonato era disputado em dois turnos, sendo que no primeiro turno a duas piores equipes seriam eliminadas, no segundo turno os seis clubes classificados, iniciaram com zero ponto, ao final os dois clubes campeões dos turnos decidiriam o campeonato numa melhor de quatro pontos. O Campinense foi campeão do estado em 1960, o clube ganhou de forma invicta o 1º turno e conquistou o 2º turno perdendo apenas um jogo, porém esta última partida do campeonato de 1960 o Botafogo utilizou jogadores irregulares com a Raposa vencendo de WO, por isso perdeu os pontos da partida, sagrando campeão invicto pela primeira vez na história. Algumas estatísticas do Campinense na competição: 1/4 dos gols do campeonato foram marcados pelo Campinense, o clube Cartola marcou 28 gols e tomou 8, fez 14 jogos, e venceu as 14 partidas. Na temporada de 1960 o Campinense realizou 41 partidas, 28 vitórias, 6 empates e 7 derrotas. Levantando o seu primeiro título o Campeonato Paraibano de 1960. Mas não foi fácil, o Paraibano de 1960, só terminou em abril de 1961, devido as dificuldades financeiras dos clubes, o campeonato demorou tanto, que a crônica esportiva deu o apelido de "Campeonato Tartaruga". O Campinense crescia, o Raposinha era sucesso, o time de Futsal do clube também, sem falar da equipe feminina de vôlei.
Com a conquista do Paraibano de 1960 de maneira invicta vencendo todas as suas partidas (porém perdeu a última contra o Botafogo por 1x0, mas este escalou jogadores que não estavam escritos no torneio, perdendo a partida por W-O), o Campinense ganhou o passaporte para disputar outras competições, como por exemplo a Taça Brasil, antigo formato do atual Campeonato Brasileiro, o Campinense foi a primeira grande equipe do estado a participar da competição. Nesse ano, o Campinense ainda disputou ainda pela primeira vez o Torneio Pernambuco-Paraíba, o Campinense jogou um clássico contra o Treze, nessa mesma competição, acabou 1x1, Géo marcou para o Campinense e foi o primeiro Clássico dos Maiorais que as duas equipes disputaram em situação de profissionalismo, o Campinense acabou a competição sendo o vice-campeão. A torcida do Campinense Clube crescia, principalmente impulsionada pelo rádio, o Campinense usava esse meio muito bem, o Campinense possuía um programa próprio na Rádio Borborema, o programa sempre era as 12h20min, o rádio também acompanhava todos os jogos do clube dentro e fora do estado. O Campinense promovia eventos, como por exemplo a visita do maestro Strichazu, o que ajudou ainda mais na popularização do clube, os eventos sempre aconteciam no estádio Plínio Lemos, de propriedade do clube. O Campinense mudou algumas coisas em seu estatuto, Edvaldo do Ò, presidente do clube na época, acabou com os debates políticos e manifestações de caráter religioso. A gestão do Edvaldo do Ò (1959-1960) foi polêmica e vitoriosa, um das mudanças que ele fez, foi multar os jogadores em até 60% em seus vencimentos quando o desempenho da equipe não era satisfatório, outra mudança era que os treinamentos dos atletas no dia do jogo eram às cinco horas da manhã. No Campeonato Brasileiro de 1961 (Taça Brasil) o clube enfrentou o CSA, ganhou o primeiro jogo nas Alagoas por 3x2 e ganhou a segunda partida em Campina Grande por 2x1, mas foi desclassificado pro escalar o jogador Ronaldo de forma irregular. Com a eliminação, um novo técnico chegou no Campinense, o gaúcho Álvaro Barbosa, um estudioso do futebol, com o comando do Barbosa, o Campinense venceu pela primeira vez o Treze numa competição estadual, após 20 partidas com empates e vitórias para o Treze, ao vencer o maior rival por 1x0, ao final da partida a torcida do Campinense invadiu o campo do Presidente Vargas e carregou nos braços os atletas e o Técnico Álvaro Barbosa, fizeram um carnaval na rua Cardoso Vieira, enquanto isso os diretores do Campinense improvisaram um banquete na sede do clube. Sobre a conquista do campeonato, o Campinense tinha que vencer as últimas partidas do returno e vencer seu maior rival na "melhor de três" e assim conseguiu. Derrotou o Auto Esporte por 4x1, no estádio Olímpico em João Pessoa, nesse jogo o árbitro perdeu a noção de tempo e encerrou o 1º tempo da partida aos 56 minutos; venceu o Paulistano por 2x1; derrotou o Santos-PB também por 2x1. Na disputa contra o Treze, na final, empatou o primeiro jogo por 1x1 e ganhou a segunda partida por 2x1, antes do fim da partida os fogos já marcavam a conquista, atletas e torcedores emocionados choraram de alegria, festa no estádio, festa nas ruas e no clube, os jogadores foram carregados para os vestiários pela torcida.
Um coisa que marcou o início desse ano, o Botafogo-PB foi convidado para um jogo de entrega das faixas de campeão do estado de 1961 ao Campinense, só que nenhum juiz quis apitar o jogo, em virtude das várias agressões que esses profissionais sofriam no Estádio Olímpico em João Pessoa, havia relatos que até a polícia agredia os profissionais.
No ano de 1962 o Campinense estava numa bela fase, chegou a ficar 25 jogos sem perder naquela temporada, em pouco mais de um mês conquistou dois torneios: Paraíba-Rio Grande do Norte e o de Inauguração dos refletores do Estádio da Graça e ainda foi vice-campeão do Torneio Pernambuco-Paraíba. Campinense era destaque, o atacante Chicletes chegou a ser considerado o melhor atacante nordestino, acabou sendo transferido para a Portuguesa-SP, no meio do Campeonato Paraibano, a transação foi estipulada em 3 milhões de cruzeiros, ele sempre ressaltou a importância do Campinense em sua carreira. Nesse momento o Campinense disputava a Taça Brasil, já havia eliminado o ABC e o CRB, contra o CRB aplicou uma goleada de 6x0 nas Alagoas, essa é até hoje uma das Maiores do Campeonato Brasileiro, com esses resultados, o Campinense ganhou o direito de disputar a final da fase Nordeste da Taça Brasil contra o Bahia, que três anos antes havia sido campeão brasileiro em cima do Santos de Pelé, pois bem o primeiro jogo foi na Fonte Nova-BA, o Bahia ganhou por 1x0, gol de Didico, mesmo assim o Campinense foi aplaudido pelos torcedores adversários, principalmente por conta das defesas do goleiro do Campinense, Augusto, no jogo de volta em Campina Grande o Campinense ganhou por 2x0 quebrando uma série de invencibilidade do Bahia que durava 52 jogos, gols de Zezinho e Araponga. O Campinense ganhou o direito de disputar um jogo extra, a Raposa jogava pelo empate, o jogo foi dramático, o Campinense tomou o gol, o jogador Hamilton, o Campinense só empatou no fim do jogo com o jogador Araponga, o gol surgiu quando o atleta Zé Preto do Campinense havia sido expulso, o jogo chegou a ter uma prorrogação de dois tempo de 15 minutos, o nervosismo era enorme, os torcedores só voltaram ao seu estado normal no fim dos 30 minutos quando o juiz Cláudio Magalhães apitou, no fim da partida a torcida e atletas choravam, foi uma explosão no Plínio Lemos, afinal de contas estavam eliminando o que para muitos era o melhor clube do Norte-Nordeste do Brasil, conquistando assim a fase Nordeste da Taça Brasil de 1962, feito inédito para um clube que havia se proficionalizado apenas quatro anos antes. O Campinense faria a final da Fase Norte–Nordeste contra o Sport, primeiro jogo 0x0 em Campina Grande, jogo de volta em Recife 0x0, nos pênaltis 3x0 para o Sport, assim o Campinense ficou com o vice-campeonato da Fase Norte–Nordeste da Taça Brasil, quem passasse nesse duelo, iria pegar o Santos de Pelé & Cia.
No Campeonato Paraibano, o Campinense conquistou o 2º turno de forma invicta, e mais uma vez disputou a final contra o Treze, no primeiro jogo foi 2x1 para o Campinense, segundo jogo 2x2, no terceiro e último jogo, o Campinense ganhou por 2x1,gols de Ireno e Ibiapino, aos 42 do 2º tempo, o goleiro do Campinense Augusto defendeu um pênalti cobrado pelo jogador do Treze Milton, garantindo assim o tricampeonato, a novidade do tricampeonato foi as imagens da recém inaugurada TV Canal 6, que apresentou em forma de filme os lances do tricampeonato de futebol e as festividades do aniversário da agremiação, o título ainda foi comentado por ter sido uma conquista de "Campina Grande através do Campinense" equiparando a um feito antes de "João Pessoa com o Botafogo". Lamir Mota assume a presidência do clube, Lamir ficou conhecido pelos embates realizados contra a Federação Paraibana de Futebol, chegou a romper com ela e participar de uma "Liga Pirata" nos anos 70. Lamir foi eleito com a maioria dos votos, dos 70 sócios aptos a votar, recebeu 67, sua eleição foi uma surpresa, pois o candidato natural do clube seria o medico Firmino Brasileiro. Com o "Dr. Lamir", como era conhecido na impressa, o futebol no Campinense foi de vez consolidado. Na sua administração o Campinense conquistou 31 títulos em diversas modalidades, futebol profissional, categoria de base, futsal etc. Uma curiosidade, no dia 6 de maio o Campinense empatou em 0 a 0 com o Botafogo-RJ, segundo a crônica na época, o goleiro do Campinense Augusto, teria praticado "a maior defesa de sua vida".
O Campinense em dezembro 1962 recebe uma determinação da extinta Confederação Brasileira de desportos para optar ou pela denominação Campinense Clube (clube social) ou Centro Esportivo Campinense Clube (departamento de futebol), desaparece então o CECC e prevalece a nomenclatura mais antiga Campinense Clube, que identifica o clube até hoje. No dia 21 de outubro de 1963, a TV Borborema, canal 4, estava no ar, ainda em caráter de experiência, e pela primeira vez uma partida de futebol foi televisionada na cidade, o clássico Campinense e Treze, placar final 1x1, partida realizada no Estádio Presidente Vargas, e teve portões abertos, como parte da programação dos festejos do pré-centenário de Campina Grande.
No Paraibano o Campinense mais uma vez foi campeão do estado, e mais uma vez em cima do Treze, o Campinense empatou o primeiro jogo pro 1x1, o segundo jogo a Raposa ganhou por 2x0, o terceiro jogo o Aristocrático empatou por 2x2, com esses resultados o Campinense foi tetracampeão do estado, mais uma vez no estádio do Treze, o Presidente Vargas. No fim da partida os jogadores do Campinense fizeram questão de pagar suas promessas, Nogueira andou de joelhos até na concentração do Municipal no 1º andar e Cocó foi a pé do campo do Treze a do Campinense. Enquanto isso, os torcedores do Campinense já haviam encomendado com antecipação as faixas, nas quais estavam escritos: "CAMPINENSE MAIS UMA VEZ CAMPEÃO"
Em 1964, Campina Grande completava o seu centenário, foi organizado um torneio para as comemorações do centenário de Campina, as principais equipes do Nordeste foram convidados: Fortaleza, Bahia, Náutico, ABC (quem desistiu em seu lugar foi chamado o Botafogo-PB), Confiança, CRB, Olaria-RJ e claro as equipes locais, abertura do campeonato estava marcado para o Estádio Plínio Lemos, o torneio ficou conhecido como "Torneio Centenário", vencido pelo Náutico-PE, esse torneio foi preparatório para o Campinense, que contratou os melhores jogadores da capital, o Janca (centro-médio) e o Coca Cola(meia-esquerda). O primeiro título do clube no ano do centenário, foi o Torneio Inicio, competição curta, que iniciava o Campeonato Estadual, no futebol amador o "Raposinha", nomenclatura da categoria de base do clube, conquistou o campeonato amador da cidade. O Campinense gerava sempre muita curiosidade por onde ia jogar, todos queriam ver aquela máquina do futebol nordestino, o clube foi convidado para jogar em Arcoverde, Pernambuco, foi recebido com muita festa para jogar duas partidas na inauguração do estádio local, "Arcoverde decreta feriado municipal para a estreia do Tetracampeão", noticia o Diário da Borborema de 11 de setembro de 1964. O Campinense vinha se destacando em tudo, no vôlei e no futsal tinha a melhores equipes da cidade. No Campeonato Paraibano, o 1º turno foi vencido pelo Treze, o 2º turno se mostrava complicado para o Campinense, pois a maioria de suas partidas seria fora de casa, o Campinense chegou aplicar uma goleada no Red Cross por impressionantes 11x0, o placar só não foi maior, porque o Red Cross se retirou de campo, antes do término da partida. O Campinense foi para a final, mais uma vez contra o Treze, no primeiro jogo o Treze ganhou por 2x1, no segundo jogo o Campinense ganhou por 2x1 e a partida final seria realizada no Plínio Lemos, o Treze saiu na frente, o Campinense empatou com Zé Preto, que foi expulso ainda na comemoração, mesmo com dez em campo o Campinense conseguiu virar com Zé Luis aos 20 minutos o 2º tempo. O término da partida marcou o início do carnaval de 1965.
"Hexa é luxo" é uma frase muito comum encontrada em coisas relacionadas ao Campinense. Mas o início rumo ao hexa, foi complicado, principalmente porque o clube não rendia em campo, os principais nomes do Campinense haviam sido negociados, mesmo assim o Campinense continuava como o "dono da bola". O Campinense teve que trocar várias vezes de técnico, logo no início, saiu Astrogildo Nery, e entrou o húngaro János Tátrai, depois mais uma mudança, que chegou dessa vez foi o Pedrinho Rodrigues. Conhecido como um homem misterioso, sempre com um cachimbo na boca, diziam nos bastidores ter ele toda uma irmandade a sua disposição, com capacidade de fazer mal a qualquer um que se lhe opõe. Logo em sua chegada em Campina, surpreendeu porque ele estava escutando o jogo Treze e Guarabira, que segundo os mais supersticiosos resultou na derrota do Treze. Em 2011 o Lamir Mota, ex presidente do Campinense, revelou que comprava bonecos de pano na feira, e comprava mercúrio Cromo, faziam setas no coração dos bonecos e jogavam no campo do Treze, ele disse que descobriu que o técnico do Treze era impressionado com aquilo, e que chegou a tirar 4 atletas do time, por achar que ele estava sob efeito de despacho, ele ainda revelou que chegou a boatar que era protegido por entidades, e que tinha o corpo fechado, essas práticas eram para desestabilizar os adversários. O Campinense ainda teria mais 3 treinadores em 1965: Ibiapino, Rafael Santos e finalmente voltando a equipe o Álvaro Barbosa. O 1º turno foi tumultuado, o Campinense perdeu os principais jogadores, inclusive Ireno(que depois voltou a equipe), o Botafogo-PB era apontado como favorito, o Campinense perdeu o título do 1º turno jogando em Patos e perdendo para o Esporte de Patos por 2x1, o Paraibano de 65 só terminou em fevereiro de 66. No returno o Campinense começou vencendo o Botafogo-PB por 4x1. Então o Campinense foi disputar a final contra o Botafogo-PB, o primeiro jogo foi 1–0 para o Campinense, o segundo jogo terminou em 0–0, e o terceiro jogo decretou Campinense 1–0. Os gols do Campinense nais finais foram marcados pelo mesmo atleta, Debinha, vice-artilheiro da competição. Com esses resultados, o Campinense se tornou hexacampeão da Paraíba, feito que nunca foi alcançado por nenhum outra equipe do estado, no Brasil todo só existe 10 times que já foram hexacampeões estaduais e o Campinense faz parte desse seleto grupo.[carece de fontes?]
Em 1967, a Raposa novamente reconquistou o Campeonato Paraibano, ficando o Treze seu maior rival mais uma vez com o vice-campeonato.
Em 1970, o Campinense junto com seu maior rival, o Treze, resolveram não disputar o Campeonato Paraibano por falta de maior incentivo da FPF e falta de ajuda pela mesma. Então ambas criaram o Torneio Dagoberto Pimentel, que viria a ser mais conhecido como "Torneio Mistão-70", nome esse que reunia as equipes Campinense e Treze, profissionais e equipes semi-profissionais e amadoras a exemplo de Atlético do Bairro do Santo Antônio, de Campina Grande, América de Esperança, Tabajaras de Alagoa Grande e Esporte Cultural de Cuité. Após a realização de 3 turnos o Campinense sagrou-se campeão.

### 1971 – 1975: Domínio no Campeonato Paraibano e vice-campeão da Série B
O time do Campinense de 1971 a 1974, ficou conhecido assim, pois era formado por sua maioria jogadores da base do clube. O Campinense voltou a disputar o Campeonato Paraibano em 1971, e sagrou-se campeão, ao disputar a final do campeonato contra o Botafogo-PB, venceu o primeiro jogo por 2x0, perdeu o segundo jogo por 2x1 e ganhou o terceiro jogo por 2x1. Assim foi a primeira equipe do estado a participar do Campeonato Brasileiro da Série B, a equipe conseguiu a vaga, ao vencer o Torneio Seletivo para a Série B de 1971. A primeira participação da Raposa na Segunda Divisão, foi modesta, ficou em 13º lugar. O primeiro jogo do Campinense foi contra o ABC no dia 12 de setembro de 1971, placar 1x0 para o Campinense.
Em 1972 o Campinense foi bicampeão da Paraíba, no triangular final, superior as equipes do Treze e do Botafogo-PB. A Série B de 1972, foi surpreendente, o Campinense tinha um grande time, chegou a aplicar a maior goelada da competição 6x1 no Calouros do Ar. No grupo o Campinense passou em primeiro lugar, foi então para a segunda fase ao se classificar em primeiro lugar no grupo F, sem ter nenhuma derrota, a maioria dos jogos eram fora de casa. A grande final da Série B, aconteceu no Maranhão no dia 17 de dezembro de 1972, jogo único, acabou 1x1 no tempo normal, 0x0 na prorrogação, um detalhe é que até no fim do jogo o Campinense ganhava, quando o jogador Pelezinho do Sampaio Corrêa empatou. Então foram para cobrança de pênaltis, para o Campinense quem bateu todos os pênaltis foi o zagueiro Ivan Lopes, as cobranças estavam empatadas, o Ivan Lopes converteu a última cobrança, mas o juiz mandou voltar, em seguida o Ivan perdeu, o Sampaio marcou o último pênalti, e o Campinense ficou com o vice. O Campinense foi o time que mais fez pontos no campeonato 27 ao todo e teve o melhor ataque da competição com 32 gols.
O Campinense conquistou a Paraíba ainda em 1973 e 1974, além de reivindicar o título da polêmica edição de 1975, com o qual o clube seria pentacampeão estadual. Em 1973 o título veio em cima do Treze, após empatar em 0x0, ganhar o segundo jogo por 1x0 e novamente ganhar por 2x1. Em 1974, o Campinense foi mais uma vez campeão da Paraíba, já o tetracampeonato, essa final teve um gostinho especial, porque derrotou o Treze em pleno Presidente Vargas, no dia em que a torcida do Campinense fez um das maiores invasões no estádio do maior rival, o Campinense ganhou os três primeiros turnos, o Treze ganhou o último e vez a final contra o time do "José Pinheiro", o Campinense não quis saber, e ganhou novamente do rival, por 2x0; Erasmo e Pedrinho Cangula. O Campeonato Paraibano de 1975 foi marcado por um impasse quanto ao campeão, o Botafogo-PB ganhou o primeiro turno, enquanto o Treze venceu o segundo e esses dois clubes foram declarados campeões pela Federação Paraibana de Futebol (FPF) após a entidade dar o campeonato por encerrado mesmo sem a realização da fase final. O Campinense, no entanto, recorreu a Justiça e conseguiu ganhar os pontos de uma partida contra o Nacional de Patos pelo segundo turno. Com isso, o clube passaria o Treze e se autoproclamou campeão paraibano. Porém, até hoje a equipe não conseguiu o reconhecimento do título pela Federação Paraibana.
Em 1975 o Campinense participou novamente do Campeonato Brasileiro da Série A, a campanha não foi boa, acabou em último lugar, o destaque do Campinense foi a torcida, o público total do Campinense na competição foi de 118.029, tendo uma média de 13.114 torcedores por partida. A campanha do Campinense ao longo do Campeonato Brasileiro de 1975, foi cheio de problemas, principalmente em virtude de uma disputa interna, entre os jogadores locais e os contratados de outros Estados do Brasil. O primeiro jogo do Campinense na Série A de 1975, foi realizado no dia 24 de agosto, derrota para o CSA 2x0. Ainda em 9 de março de 1975 o Campinense inaugurou o estádio Amigão enfrentando o Botafogo-RJ em partida que terminou empatada sem abertura do placar.

### 1979 – 1980: Boa campanha no brasileirão e o bicampeonato Paraibano
O Campinense não fez uma boa campanha no estadual de 1976. Em 1977 o clube ficou com o vice-campeonato estadual, porém, seria campeão invicto do Torneio Heleno Nunes, competição organizada pela FPF e que reunia equipes de João Pessoa e Campina Grande. O Campinense chegou a aplicar uma goleada de 10 a 1 no Santos-PB no torneio. Em 1978 o Campinense decidiu não participar do Campeonato Paraibano, dedicou-se apenas para a Série A, acabou ficando na 56º colocação no total de 74 equipes.
Em 1979 o Campinense mostrava ter um grande elenco, para começar voltou a ser campeão do estado, ao empatar com Botafogo-PB por 1x1, no estádio Amigão no dia 22 de junho de 1980, isso mesmo o paraibano de 1979 só terminou em 1980. O time de 1979 foi sem dúvidas, o mais importante clube da região Nordeste, chegando a alcançar o nível de melhor defesa naquele Brasileirão, com uma média de apenas 0,5 gols sofridos por partida. Mas o que chamou a maior atenção, foi a campanha na Série A, o clube avançou em quarto lugar no grupo D, na segunda fase, ficou no grupo A, lutando pela vaga até a última rodada com o Atlético Mineiro-MG, mas foi eliminado com dois pontos diferença. O clube ficou em 24º no universo de 94 clubes. Em 1980 o Campinense foi bicampeão da Paraíba frente ao Botafogo-PB, empate no primeiro jogo por 1x1 e vitória do Campinense por 2x0 no dia 23 de novembro de 1980.

### 1981 – 1991: Jejum de títulos
Após o título de 1980, o Campinense parecia que entraria no crise sem fim, por quatro anos seguidos o clube foi vice-campeão do estado: 1981,1982,1983,1984. Em 1985, o Campinense liderava o segundo turno do octogonal final do Paraibano, mas a justiça cancelou a competição. Em 1982 e 1983 o ataque do Campinense chegou a marca mais de 100 gols numa mesma edição de Paraibano, em 1982 o Campinense marcou 104 gols e em 1983 marcou 135. De 1986 a 1990 o Campinense se quer lutou pro algum estadual.
Em 1991 o jejum acabou! sob a presidência de Francisco de Assis Alves, o Campinense voltou a conquistar a Paraíba, após disputar a repescagem que foi apelidado de "Quadrangular da Morte" e vencer todos os jogos e ainda vencer o Treze no jogo extra por 2x1. Após uma combinação incrível de resultados, a equipe treinada por Rivelino foi campeã paraibana, quando quase ninguém acreditava mais. O jogo final foi contra o Nacional de Patos, o Rubro-Negro ganhou por 3x1 no dia 10 de novembro de 1991. Finalmente após quatro vices e a decepção de 1985,o clube voltou conquistar a Paraíba.

### 1992 – 1995: Crise, novo jejum e falência
Em 1992 o Campinense não seria campeão do estado, mas participaria pela primeira vez da Copa do Brasil, enfrentou o Bahia, empatou em casa por 1x1 e fora de casa por 0x0, o clube acabou sendo eliminado.
Em 1993 o Campinense voltou a ser campeão da Paraíba, aquela campanha foi intitulada pela impressa nacional de "Os Bons Tempos Voltaram", parecia que o Campinense iria retornar a sua velha rotina de títulos, o jogo que deu o título ao Campinense, foi no quadrangular decisivo, 3x1 contra o Treze, o Campinense que tinha uma grande equipe, que é até hoje chamada de "Roberto Michele e Cia.", ao final da partida, os torcedores invadiram o campo e comemoraram mais uma conquista.
Em 1994 o Campinense fez uma das piores campanhas de sua história no Campeonato Paraibano, ficando na oitava colocação, o momento do futebol de Campina não era bom, o Treze nesse mesmo campeonato foi rebaixado para a Série B do Campeonato Paraibano, e por pouco em 1995 o clube não conseguia voltar para a Série A do Paraibano.
Em 1995 o Campinense novamente foi muito mal no Paraibano, ficando na nona colocação. No ano de 1995, diretores do clube cometem talvez o maior erro da história do Campinense. Fundam juntamente com outros times, uma Liga de Futebol, afastando-se do futebol profissional por dois anos.

### 1998 – 2002: Retorno e transformação num clube-empresa
Em 1998, sob a presidência do advogado e sociólogo Rômulo de Araújo Lima, após diversas reuniões com a Federação Paraibana de Futebol, o Campinense voltaria a disputar o Paraibano, e naquela oportunidade ficou com o vice-campeonato, ainda nesse ano o Campinense apresentou, seu novo escudo, que passaria a ter 6 estrelas, esse ideia era antiga, em 1983 o Campinense tentou implantar esse ideia, mas parece que não deu muito certo.
Em 1999,o clube acabou sendo eliminado nas semifinais do Paraibano. Ainda nesse ano o Campinense participou pela primeira vez da Copa do Nordeste, fez uma campanha horrível, ficou em último no grupo B da competição.
De 2000 a 2002, parece que o clube atingiria o fundo do poço, em 2000 o clube mais uma vez foi eliminado nas semifinais, 2001 novamente eliminado nas semifinais, 2002 o Campinense ficou em 5º lugar, ficou sem disputar o título. A partir do final do ano de 2002, a Diretoria transformou o departamento de futebol em CENTRO ESPORTIVO PROFISSIONAL DO CAMPINENSE LTDA, e todo o futebol do clube encontra-se atualmente sob o controle da empresa CELETIVA, centralizado no seu homem forte, Sr. Carlos Lira, o Campinense passou a ser um clube-empresa

### 2003 – 2004: Campanha na Série C e título estadual
Em 2003, com a presidência do Carlos Lyra, o Campinense começa a viver novos caminhos e sob patrocínio da Construtora São Mateus, depois de conturbadas negociações que culminaram com destituição do então presidente do Clube, Sr. Lamir Motta, pelo Conselho Deliberativo do Campinense Clube, em 26 de julho de 2003. Interinamente responde pela Presidência do Clube o Sr. José Antero, Presidente do Conselho Deliberativo. Um fato importante é que mesmo com um jejum de 10 anos sem título, a torcida do Campinense continuava a crescer, quando muitos achavam que ela iria diminuir. Campinense fracassou de novo, no Paraibano, a desconfiança era clara. Na Série C 2003, após o fracasso no estadual. O Campinense ficou no grupo 7 junto com ABC e São Gonçalo, o Clube Cartola, avançou em segundo. Na segunda fase enfrentaria o Treze, ganhou o primeiro jogo por 3x0 e na segunda partida perdeu por 2x1, conseguiu assim avançar de fase. Na terceira fase enfrentou o ASA-AL, ganhou o primeiro jogo por 1x0 e a segunda partida por 2 a 0. Na quarta fase, enfrentou o Itapipoca, ganhou o primeiro jogo por 1x0 e no segundo jogo perdeu por 2x1, Campinense classificado pela regra do gol fora de casa. Na quinta fase, a última fase antes fase final, o Rubro-Negro venceu o Tuna luso por 4x1 primeiro jogo e 3x1 segundo jogo. Na fase final, o clube Cartola perdeu o último jogo para o Santo André por 2x1, no estádio Amigão, onde 40 mil pessoas acompanharam o jogo, esse público foi o maior da Série C de 2003, acabou a competição em quarto, mais na época apenas os dois melhores subiam de série.
Em 2004, o Campinense queria acabar de vez com o jejum de título que durava 10 anos. O Campinense decidiu o título estadual com Treze, o Rubro-Negro havia ganho o primeiro turno em cima do maior rival, que por sua vez ganhou o segundo turno em cima do Campinense. O primeiro jogo da decisão foi no dia 13 de junho de 2004 e o Campinense ganhou por 2x1 de virada; gols de Adelino e Beto. A grande decisão foi no dai 20 de junho, o Campinense empatou em 2x2; gols de Adelino e Dinho. Com esses resultados o Campinense foi o campeão do estado e pôs o fim ao jejum de 10 anos.

### 2008: Título paraibano e acesso a Série B
Em 2008, o Campinense voltou a ser campeão da Paraíba. O clube se reformulou, contratou o técnico Freitas Nascimento e investiu em reforços. O Campinense perdeu o primeiro turno para o Treze, mas ganhou o segundo turno contra o Sousa, ganhando o primeiro jogo em casa por 2x0 e empatou em Sousa por 0x0. O primeiro jogo da final contra o Treze, foi no dia 11 de maio de 2008, o Campinense ganhou por 3x0; gols de Fábio Júnior, Washington e Almir. A grande final foi no dia 18 de maio de 2008, o Campinense ganhou novamente por 2x0; gols de Marquinhos Marabá, para um público de 21 745 torcedores.
Na Série C, na primeira fase, ficou no grupo 5, e acabou se classificando em primeiro lugar, aplicando uma goleada de 6x2 no Potiguar de Mossoró. Na segunda fase ficou no grupo 19, que tinha Santa Cruz, Salgueiro e Icasa, classificando em segundo lugar no grupo, destaque especial foi quando o Campinense rebaixou o Santa Cruz para a Série D, dentro do Arruda, após um empate de 1x1. O Campinense na terceira fase, passou por momentos complicados logo na primeira rodada, o Campinense tomou uma goleada dentro de casa por 5x1 para o ASA, na última rodada, o Campinense teria que ganhar do mesmo ASA para se classificar, e venceu por 1x0 e se classificou na última rodada. Após chegar na fase final, que era o último passo para conseguir o acesso, o jogo do acesso poderia ser contra o Guarani-SP, mas acabou em 0x0, a classificação ficou para a última rodada, em Goiás, o Campinense empatou por 0x0 com o Atlético Goianiense, mesmo com o empate o Rubro-Negro garantiu o acesso, ficou em terceiro lugar. Muita festa em Campina Grande, cerca de 100 mil torcedores receberam os atletas do Clube Cartola, na chegada deles na cidade. O Campinense é o primeiro e único clube do estado a conseguir um acesso à Série B do Campeonato Brasileiro.

### 2009 – 2011: Crise e rebaixamentos
Em 2009, o Campinense não teve investimentos para disputar uma Série B, e acabou sendo rebaixado, ficando em 19º. O Campinense teve alguns pontos positivos, teve o sétimo artilheiro do Campeonato, Edmundo, que marcou 14 gols. A torcida do Campinense teve uma média de público de 4.414, a 10ª melhor média da competição, superando clubes que lutavam pelo acesso. No segundo turno, o Campinense tentou reagir, mas não deu, o clube foi o 14º melhor clube no segundo turno.
Em 2010, o clube viveu um dos seus piores momentos, a justiça penhorou os bens do Campinense, por conta das dividas trabalhista do clube, na época o clube devia R$ 3 milhões.
No ano de 2011, o Campinense tinha novo presidente, o Willians Simões, após Saulo Miná, Rômulo Leal, Ademilson Dari dos Santos assumirem e renunciarem em 2010. Willians tinha a missão de recuperar o clube, mas as coisas estava complicada, o Campinense acabou sendo rebaixado para a Série D.

### 2012: Título estadual
Em 2012, o clube contratou o ídolo do arquirrival, o Warley, que foi o artilheiro do Campinense no Campeonato Paraibano, com 22 gols, se tornou o jogador do Campinense que mais marcou gols numa mesma edição de Campeonato Paraibano. Na final do Paraibano de 2012, o Campinense enfrentou o Sousa, empatou o primeiro jogo fora de casa por 1x1; gol do Campinense foi de Ben-Hur, e em casa no dia 13 de maio de 2012, ganhou do Sousa por 4x0; gols de Adriano Felício, Marquinhos Marabá, Sidnei e Breno. O Campinense foi confiante para a Série D, após eliminar nas oitavas-de-final o CSA, a Raposa ganhou o primeiro jogo por 2–1 e em Alagoas empatou em 0x0. Mas nas quartas-de-final, o clube foi eliminado pelo Baraúnas, empatou em casa por 1x1 e perdeu fora por 2x0.

### 2013: Campeão da Copa do Nordeste

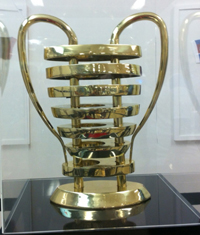
Taça da Copa do Nordeste

O planejamento para a temporada de 2013 começou em novembro de 2012, para começar foi anunciado o técnico Oliveira Canindé, depois o Campinense foi apresentando nomes, muitos deles desconhecidos.
Em 2013, o Campinense se torna o primeiro clube paraibano a conquistar a Copa do Nordeste. A equipe em 2013, também, se tornou o primeiro clube a vencer a competição sem levar nenhum gol em casa. Os resultados dos jogos do Campinense na Copa do Nordeste de 2013 foram:
19/01 – Feirense-BA 2 x 2 Campinense
23/01 – Campinense 3 x 0 Santa Cruz-PE

27/01 – Campinense 1 x 0 CRB 
30/01 – CRB 1 x 2 Campinense
02/02 – Santa Cruz 2 x 0 Campinense

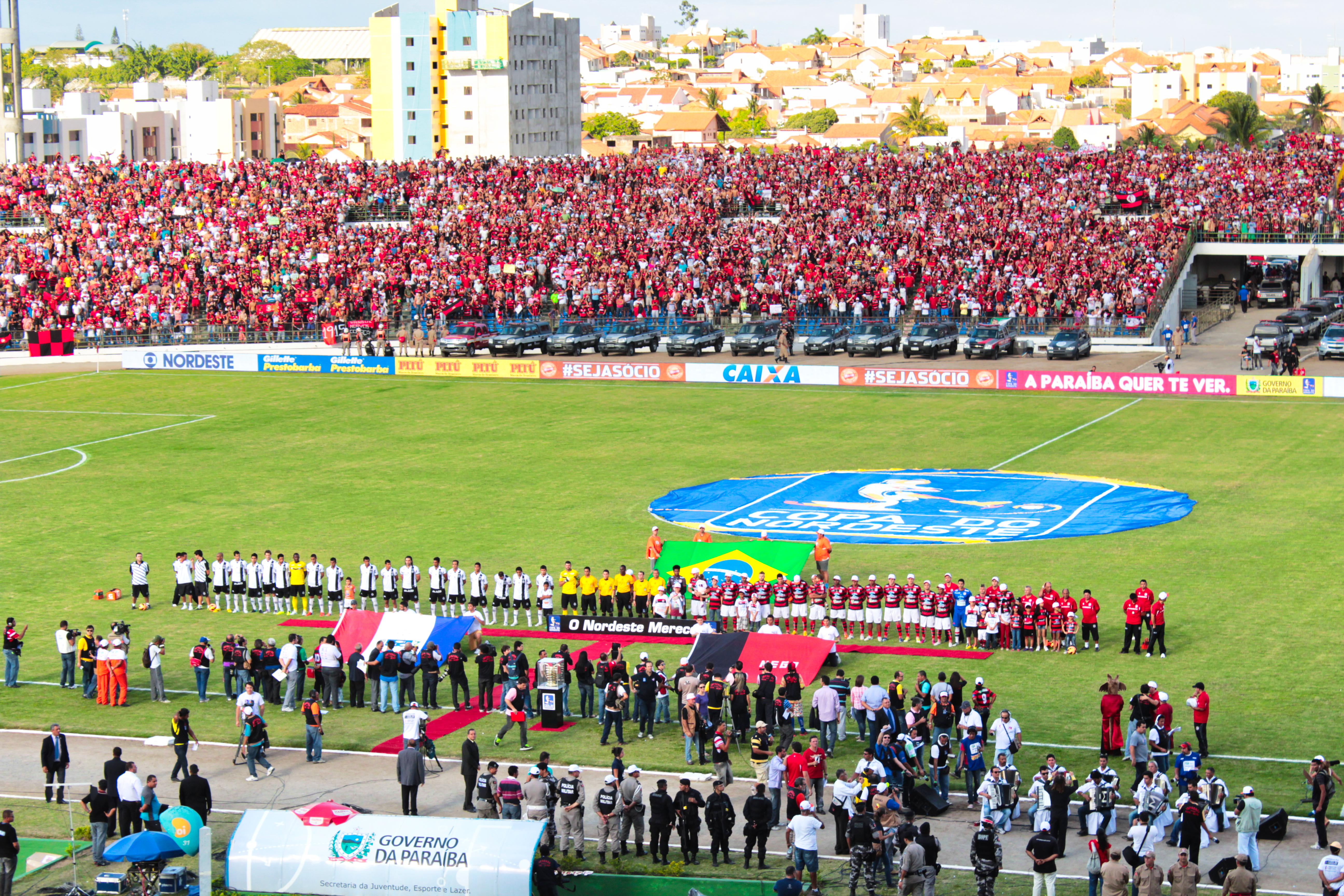
Final da Copa do Nordeste 2013

06/02 – Campinense 1 x 0 Feirense-BA
Quartas-de-final
13/02 – Campinense 0 x 0 Sport
16/02 – Sport 2 x 2 Campinense
Semifinal
24/02 – Fortaleza 2 x 1 Campinense
03/03 – Campinense 1 x 0 Fortaleza
Final
10/03 – ASA -AL 1 x 2 Campinense
17/03 – Campinense 2 x 0 ASA-AL

### 2014 - 2016: Centenário e bicampeonato paraibano
O ano de 2014 foi complicado para o Campinense, mesmo com uma campanha ruim, o time conseguiu ser vice-campeão paraibano, garantido assim para 2015 vaga na Copa do Nordeste e na Copa do Brasil.
No Campeonato Brasileiro da Série D, o time voltou a decepcionar e acabou sendo eliminado ainda na fase de grupos da competição.
Já o ano de 2015 foi muito especial para a torcida do clube. Além do ser o centenário do Campinense, nessa temporada o clube faturou três taças:
Campeonato Paraibano; Troféu Jornalista Joacir Oliveira (Homenagem aos 40 anos de fundação do Estádio o Amigão) e a Taça Sesquicentenário de Campina Grande (Homenagem aos 150 anos de Campina Grande). O clube, acabou sendo eliminado nas oitavas de final do Campeonato Brasileiro da Série D.
Para comemorar o Centenário da equipe, foram realizados diversos eventos: Corrida de rua, jantar comemorativo, CD, camisa especial 100 anos selo dos correios, hino do Centenário, dentre outros produtos.[carece de fontes?]
O jogo do Centenário, ocorreu contra o Lucena no estádio O Amigão, valido pelo Campeonato Paraibano, no qual o time da casa venceu por 2x1.
| Números do Campinense no ano do seu Centenário | Total   |
| ---------------------------------------------- | ------- |
| Vitórias                                       | 23      |
| Empates                                        | 10      |
| Derrotas                                       | 11      |
| Gols feitos                                    | 65      |
| Gols tomados                                   | 42      |
| Média de público                               | 5 692   |
| Total de público                               | 125 228 |

No ano de 2016, o Campinense conquistou o bicampeonato Paraibano, após 36 anos. O último bicampeonato estadual tinha acontecido em 1980.
Foi o ano também do vice-campeonato da Copa do Nordeste. Na primeira fase o Campinense ficou no Grupo A com: Salgueiro, ABC e Imperatriz, terminando-a em primeiro lugar com 16 pontos e invicto. Nas quartas eliminou o Salgueiro (2x0 fora e derrota em casa por 2x1). Nas semifinais foi a vez do Sport (derrota por 1x0 fora e vitória em casa pelo mesmo placar, nos pênaltis 3x1). Na final enfrentou o Santa Cruz (derrota fora de casa por 2x1 e empata em casa por 1x1). A campanha consolidou de vez o nome do Campinense na competição.
Na Série D, o time não teve êxito e foi eliminado ainda nas oitavas pelo Itabaiana.

### 2021: Ressurgimento da fênix rubro-negra
de forma brilhante, O ano de 2021 iniciou-se com muita desconfiança por parte de todos. Com um péssima temporada de 2020, apostou-se em um elenco e técnico bastante desconhecidos do torcedor, e a temporada pintava-se como mais uma para se esquecer. Somado a isso, no primeiro jogo oficial do time na temporada, uma das piores derrotas da história do clube acontece: uma fatídica goleada de 7x1 sofrida para o Bahia, em pleno Amigão. O campeonato estadual começa, e com ele mais uma derrota, encerrando o ciclo do treinador Éderson Araújo. Em seu lugar, chega aquele que mudaria de vez a temporada da raposa: Ranielle Ribeiro. Com a chegada do treinador portiguar e do goleiro Mauro Iguatu, o time encaixou e engrenou de vez na temporada, e conquistando o que parecia impossível: o 22º título paraibano.
Na série D do mesmo ano,com boa parte do elenco mantido, o Campinense se garantiu entre os quatro primeiros colocados da primeira fase e na fase seguinte eliminou o Sergipe, em dois jogos épicos onde o goleiro Mauro foi protagonista na disputa de pênaltis, e o Guarani de Sobral; Depois, mais duas verdadeiras batalhas contra o América RN e, mesmo com muita emoção, os jogos terminaram em 0x0 e nos pênaltis brilhou a estrela do goleiro Mauro Iguatu, que defendeu uma cobrança e converteu o pênalti do acesso fazendo a equipe retornar a série C depois de 10 anos. O clube ainda conseguiu chegar a final do brasileiro contra a Aparecidense de Goiás, com derrota por 1x0 e empate em 1x1, o clube cartola fica com o vice campeonato e uma temporada memorável de 2021, que marcou não apenas o ressurgimento de um time, mas provou sua capacidade de superação ante as dificuldades, reforçando a alcunha de "time de chegada".
2022: Título Invicto do Campeonato Paraibano
Com boa parte da base vitoriosa de 2021, além da permanência do técnico Ranielly Ribeiro, a Raposa conquistou pela segunda vez em sua história, e a primeira no Século XXI, de forma brilhante, o título de Bicampeão Paraibano de forma invicta. O Campinense jogou 12 partidas, venceu 10 e empatou outras duas, de forma convincente e incontestável. De quebra, ainda conseguiu o artilheiro do campeonato, com o atacante Olávio anotando 11 gols. Os resultados dos jogos do Campinense no Campeonato Paraibano 2022 foram:
03/02 - Campinense w x o Nacional-P
06/02 - CSP 1 x 2 Campinense
13/03 - Campinense 0 x 0 Treze
16/03 - Treze 0 x 1 Campinense
22/03 - Sport Lagoa Seca 1 x 3 Campinense
25/03 - Campinense 5 x 0 Sport Lagoa Seca
30/03 - Campinense 4 x 2 CSP
02/04 - Nacional-P 0 x 3 Campinense
20/04 - Sousa 0 x 1 Campinense
27/04 - Campinense 1 x 1 Sousa
14/05 - Botafogo 1 x 2 Campinense
21/05 - Campinense 1 x 0 Botafogo

### 2022: Rebaixamento para a Série D
Em 2022 foi novamente rebaixado para Série D, um ano após subir, terminando em último no campeonato.

## Cores e símbolos

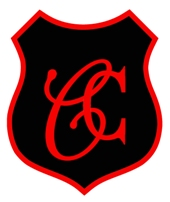
Primeiro escudo do Campinense Clube

Oficialmente o primeiro uniforme do Campinense era camisas vermelhas e calções brancos, sendo que o uniforme do goleiro era todo branco (entre 1917-1920).
O primeiro uniforme quando o clube se profissionalizou em 1958, eram camisas vermelhas com gola e punhos pretos, calção branco e meias vermelhas. Este uniforme foi por muito tempo padrão nos jogos do rubro-negro, até por volta de 1970.
O Campinense "adotou oficialmente" como primeiro uniforme a camisa com listras vermelhas e pretas com calção branco e meias listradas em vermelho e preto, a partir do Campeonato Paraibano de 1971, perdurando até os dias atuais. Porém o Campinense desde 1961 tinha o padrão listrado como um segundo uniforme opcional, utilizado em inúmeras partidas.
O segundo padrão é uma camisa branca com duas listras horizontais vermelho e preta. porém ao longo dos anos este segundo uniforme se altera de acordo com o fornecedor do material esportivo.
Em janeiro de 2012, o Campinense lançou a camisa em homenagem ao hexacampeonato paraibano (1960-1965), a camisa foi utilizada em algumas partidas.
Curiosidade: o Campinense não utiliza a camisa 13, por conta do seu rival, que se chama Treze, então todas as escalações do Campinense vem nessa ordem: 10, 11, 12, 14...

### Escudo
O escudo do Campinense sofreu várias transformações ao longo do tempo.
O primeiro escudo utilizado pelo Campinense tinha o fundo negro contornado por uma listra vermelha e com duas letras C em vermelho no centro.
Anos depois a Raposa adotou o formato que viria a ser padrão até os dias atuais. Tratava-se de um círculo com dois CC dentro deste. Este escudo cujo designer foi baseado em uma propaganda de uma famosa marca de refrigerante norte-americana, com os dois CC, remetendo as iniciais de Campinense Clube.
No início da década de 1960 o Campinense chegou numa mesma temporada a ter três tipos de escudos. O primeiro o tradicional escudo circular, este utilizado no uniforme com camisas vermelhas, calção branco e meias vermelhas. O segundo escudo era uma cabeça de raposa com uma cartola e escrito Campinense Clube abaixo, este utilizado no uniforme com camisa listradas, calção branco e meias listradas. O terceiro escudo era uma cópia do escudo do Flamengo do Rio de Janeiro, porém com o CC dentro do quadrado com fundo negro, este era utilizado no uniforme branco com duas listras vermelho e preto, calção vermelho e meias listradas.
O escudo da Raposa contém duas letras C, cujo designer foi retirado de uma famosa marca de refrigerante e representam as iniciais de Campinense Clube. A palavra campinense significa a pessoa que é natural de Campina Grande. Em 1983, o Campinense colocou as seis estrelas em seu escudo, mas a ideia não funcionou. Em 1998 o Campinense implanta oficialmente as seis estrelas, em homenagem ao hexacampeonato Paraibano (1960-1965).
Em 2013 o escudo ganhou uma nova estrela, em alusão ao título da Copa do Nordeste, o escudo oficial do clube contém atualmente sete estrelas, seis do hexa e uma da Copa do Nordeste. A estrela da Copa do Nordeste fica em cima das demais e é a maior estrela.

### Mascote
O Campinense adotou a "Raposa Cartola" como seu mascote. O clube escolheu esse animal, pois o mascote do Treze, seu maior rival, era o "Galo" e, na natureza, um dos predadores dos galináceos é a raposa. O mascote teria surgido por volta de 1960/61, devido a "sagacidade" de seus dirigentes em contratar jogadores renomados no Nordeste antes de seu rival, o Treze.[carece de fontes?]
E o fato de ser "cartola" é devido a ser conhecido como o "Clube Aristocrático" por muitos anos admitirem apenas em seus quadros de sócios pessoas com alto grau de poder aquisitivo, geralmente membros das mais abastadas famílias campinenses.

## Hino
O Campinense possui dois hinos. O hino popular "Pelos campos do Brasil, a Raposa a correr...", que foi criado pela T. O. R. A. em 1969, para representar o time nos jogos, foi cedido ao clube em 1976 de forma oficial. Composto pelo saudoso Geraldo Cavalcante Marinho e cantado pelo mesmo.
O hino oficial do Campinense Clube é o "Eu sou Campinense, com muito orgulho de coração". Esse hino foi criado na década de 1980, mas só começou a ser tocado nos anos 2000. Composto por João Martins de Oliveira.

## Estádios

### Plínio Lemos
O Campinense utilizou o Estádio Plínio Lemos de 1958-1999. De 1958 até 1975, o Campinense mandou seus jogos no estádio, conquistou muitos títulos.
O estádio Plínio Lemos foi inaugurado em 26 de julho de 1955, tinha capacidade para 8 mil pessoas, foi dado pela prefeitura de Campina Grande ao Campinense através de uma parceria, onde o Campinense seria o responsável de cuidar do estádio.
Foi justamente com a justificativa de que cuidaria da manutenção do PL que o Campinense finalmente tomou posse do estádio e passou a administrá-lo em meados de 1958. O detalhe é que o clube social já tinha como sede o "Palacete da Praça Coronel Antonio Pessoa", no centro de Campina, e passaria a "tomar conta" de dois espaços simultâneos.
No dia 26 de julho de 1961 foi inaugurado os refletores em um jogo contra a equipe do Riachuelo de Natal em partida amistosa, o placar terminou 2–1 para a equipe "Aristocrática". Em 1963 foi construída a arquibancada sol (arquibancada geral) que tinha capacidade para 3 mil espectadores. Em 1970 o Campinense construiu uma quadra poliesportiva e uma piscina, no estádio. No ano de 1973 a justiça penhorou os refletores do estádio.
Em 1975 a Diretora colocou um alambrado nas arquibancadas.
A parceria entre Plínio Lemos/Campinense Clube duraria até 1999, quando o Campinense de repente resolveu devolver o estádio à Prefeitura Municipal de Campina Grande.
Desde 2007 o Estádio Plínio Lemos é a "Vila Olímpica Plínio Lemos", administrada pela Prefeitura Municipal. Apenas a antiga entrada em estilo Art Decó foi preservada, as velhas arquibancadas foram demolidas.

### Amigão
Em 1975, após a conclusão do Estádio Ernani Sátiro, mais conhecido como Amigão, de maior capacidade, o time passou a realizar todos os seus jogos nesta praça esportiva. O Campinense teve o privilégio de inaugurar o Amigão numa partida contra o Botafogo do Rio de Janeiro, em 8 de março de 1975. O placar foi 0 a 0.

### Toca da Raposa
O Estádio O Renatão é o principal patrimônio do Campinense, recebe essa denominação em homenagem ao conselheiro do clube, de mesmo nome, responsável pela sua construção.O estádio integra o Centro de Treinamento do Campinense Clube, está localizado no Bairro da Bela Vista. Sua construção começou em 2004 e foi concluída (em parte) em 2006. O Campinense sediou todos os jogos em casa da Copa Paraíba 2006 lá no Renatão, aonde o clube foi campeão da competição de forma invicta. O Renatão, conta com alojamentos, salão de jogos, um campo, um mini campo,sala de impressa, sala de vídeo, cabine de impressa. Infelizmente devido as dimensões do Estádio, no momento está inviabilizado jogos oficiais do Campeonato Paraibano, entre outras competições.
Em 2013, passou a ser chamado de "Toca da Raposa". No mesmo ano, a diretoria do Campinense fez uma grande reforma na Concentração do estádio. Em 25 de dezembro de 2016 foi inaugurada nas dependência da Toca da Raposa sua nova Loja, com produtos relacionados ao Campinense Clube.
Relação de jogos do Campinense na Toca
| Lista de Jogos |                        |               |         |                             |                  |               |               |
| Jogo           | Data                   | Time mandante | Placar  | Time visitante              | Competição       | Público       | Renda         |
| 01             | 24 de setembro de 2006 | Campinense    | 7–0     | Seleção de Cubati           | Partida amistosa | 1.297         | Não divulgado |
| 02             | 1 de outubro de 2006   | Campinense    | 2–0     | América de Esperança        | Partida amistosa | 693           | R$ 2.197,00   |
| 03             | 8 de outubro de 2006   | Campinense    | 5–2     | Desportiva Mamanguape       | Partida amistosa | 665           | R$ 1.973,00   |
| 04             | 11 de outubro de 2006  | Campinense    | 4–1     | Seleção de Puxinanã         | Partida amistosa | Não divulgado | Não divulgado |
| 05             | 22 de outubro de 2006  | Campinense    | 1–0     | Botafogo-PB                 | Copa Paraíba     | Não divulgado | Não divulgado |
| 06             | 5 de novembro de 2006  | Campinense    | 2–2     | Desportiva Guarabira        | Copa Paraíba     | Não divulgado | Não divulgado |
| 07             | 19 de novembro de 2006 | Campinense    | 5–0     | Perilima                    | Copa Paraíba     | 520           | R$ 2.025      |
| 08             | 14 de dezembro de 2007 | Campinense    | 4–0     | Esp. Mang.                  | Partida amistosa | -             | -             |
| 09             | 10 de janeiro 2009     | Campinense    | 2–1     | Baraúnas-RN                 | Partida amistosa | 4.000         | -             |
| 10             | 30 de janeiro 2011     | Campinense    | 2–2     | CSP                         | Partida amistosa | 1.594         | R$ 14.340.00  |
| 11             | 15 de janeiro de 2012  | Campinense    | 9–1     | Seleção de Olivedos         | Partida amistosa | -             | -             |
| 12             | 15 de janeiro de 2013  | Campinense    | 3–2     | Vasco de Sossego-PB         | Partida amistosa | -             | -             |
| 13             | 22 de janeiro de 2013  | Campinense    | 3–1     | Atlético de Potengi-RN      | Partida amistosa | 722           | R$ 7.220      |
| 14             | 21 de dezembro de 2014 | Campinense    | 2–0     | Serrano sub-20              | Jogo-treino      | 537           | R$ 5.370,00   |
| 15             | 28 de dezembro de 2014 | Campinense    | 3–0     | Ferroviário-PE              | Partida amistosa | 695           | R$ 6.950,00   |
| 16             | 7 de janeiro de 2015   | Campinense    | 8–0     | Seleção de Itatuba-PB       | Jogo-treino      | 332           | R$ 2.950,00   |
| 17             | 3 de janeiro de 2016   | Campinense    | 1–0     | Seleção de Serra Redonda-PB | Jogo-treino      | -             | -             |
| 18             | 9 de janeiro de 2016   | Campinense    | 6–0     | Selecionado de Galante      | Jogo-treino      | -             | -             |
| 19             | 24 de janeiro de 2016  | Campinense    | 4–0     | Selecionado de Sossêgo      | Partida amistosa | -             | -             |
|                |                        | TOTAL         | 74 gols |                             |                  | 11 055        | R$ 43.025,00  |

## Torcida

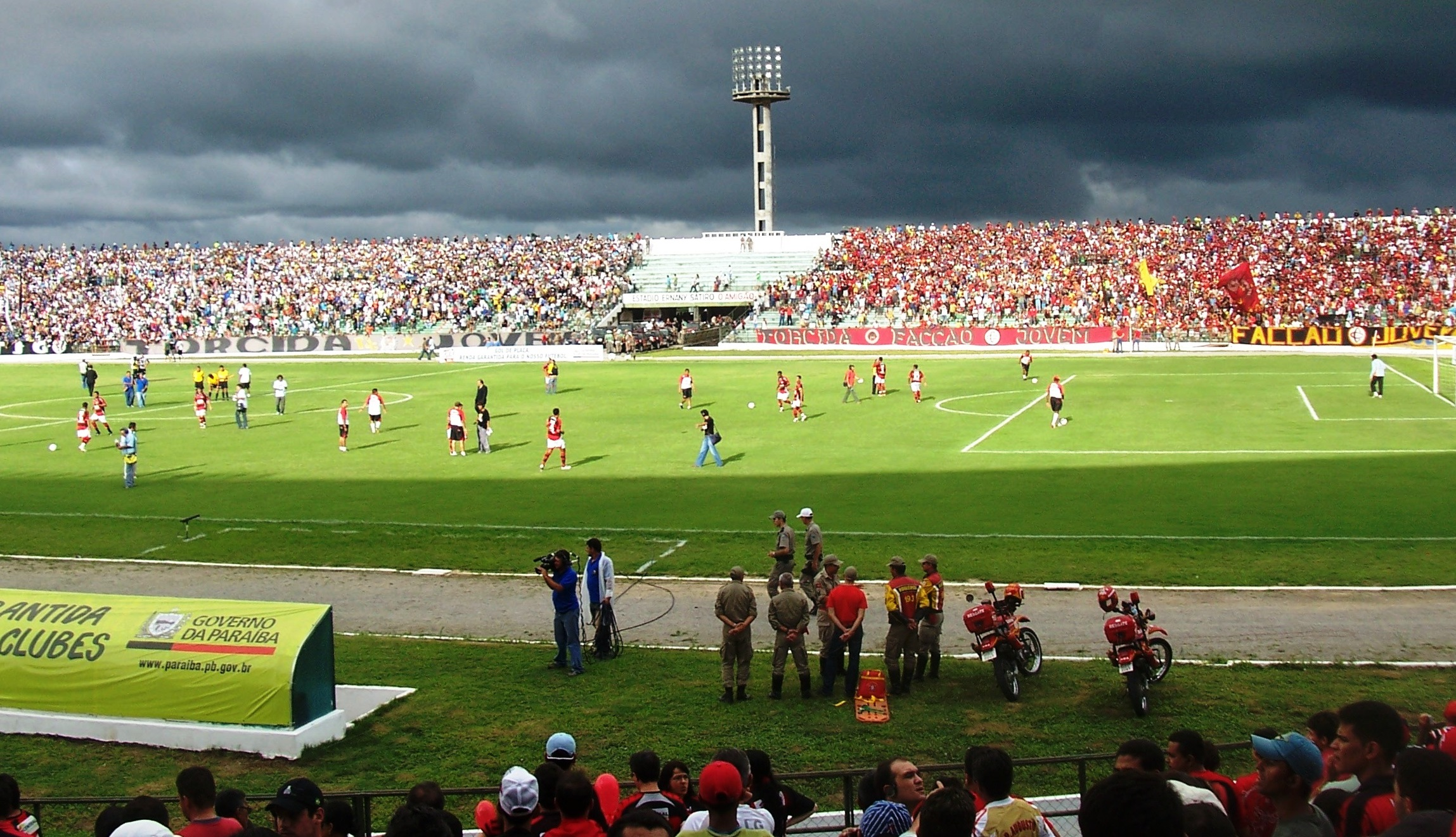
Clássico entre treze e campinense

Conhecida como "A Mais Vibrante", a torcida Raposeira é uma das maiores torcida da Paraíba. De acordo com os institutos de pesquisa, o Campinense é o clube local com a segunda maior torcida do estado da Paraíba, estando apenas atrás do número dos torcedores do Treze.
Apelidada de "Nação Raposeira", a torcida do Campinense lidera os rankings de público e renda, tendo como um dos maiores públicos da história do futebol paraibano, o jogo entre Campinense x Santo André, válido pelo Campeonato Brasileiro da Série C, no ano de 2003. O público oficial divulgado foi de 40 000 presentes.
Em abril de 2016, o Campinense era o clube paraibano que mais possuía seguidores em redes sociais. Porém, o ranking de seguidores em redes sociais não estava diretamente associado a quantidade de torcedores do clube na Paraíba. Mas, o bom desempenho revelava que o Campinense possuía os melhores canais de interação com seus torcedores.
Segundo o IBOPE, em 2010, a torcida Rubro-Negra era a 29ª maior do Brasil, ficando na frente de times como Ponte Preta, Paraná e Juventude.
Pesquisas sobre o número de torcedores do Campinense
- DataVox 2014 - 361.554 Torcedores, 22,2% da torcida Paraibana.[12]
- Ibope 2013 - 300 mil Torcedores, 0,02% da torcida no Brasil[13]
- Datavox 2010/2011 - 329 mil Torcedores, 21,1% da torcida Paraibana[14]

A torcida do Campinense foi destaque na Série C 2008, quando ganhou o prêmio da FBA(Futebol Brasil Associado), por ter o maior público total da competição, o Rubro-Negro levou mais de 119 mil pessoas ao estádio como mandante, tendo uma média superior a 7 mil torcedores por partida.
A torcida mais uma vez foi destaque na Copa do Nordeste 2013, quando teve a 5ª melhor média da competição, média de 9.224 torcedores por jogo, um público total de mais de 55 mil torcedores em 6 jogos em casa.

### Torcidas organizadas
O Campinense possui três torcidas organizadas:
- T. O. R. A. – Torcida Organizada da Raposa – Fundada em 1976 e posteriormente extinta. Foi recriada em 2011. É a principal torcida do Campinense na sombra e a primeira organizada do estado.
- Facção Jovem – Criada em 2003, é vista como a maior organizada da paraíba.
- Raposa Chopp – Criada em 2012, por um grupo de amigos raposeiros.

## Títulos
| Regionais | Regionais            | Regionais | Regionais |
|           | Competição           | Títulos   | Temporadas |
| --------- | -------------------- | --------- | --- |
|           | Copa do Nordeste     | 1         | 2013 |
| Estaduais |                      |           | |
|           | Competição           | Títulos   | Temporadas |
|           | Campeonato Paraibano | 22        | 1960, 1961, 1962, 1963, 1964, 1965, 1967, 1971, 1972, 1973,1974, 1979, 1980, 1991, 1993, 2004, 2008, 2012, 2015, 2016, 2021 e 2022 |
|           | Copa Paraíba         | 2         | 1973 e 2006 |
|           | Torneio Início       | 6         | 1964, 1966, 1973, 1975, 1977 e 1980                                                                                                |

NOTAS: Campeão invicto

### Demais Títulos e Campanhas de Destaque
- 5° Colocado no Campeonato Brasileiro: 1962
- 10° Colocado no Campeonato Brasileiro: 1965
- Vice-Campeão Brasileiro da Segunda Divisão: 1972
- 4° Colocado do Campeonato Brasileiro da Terceira Divisão (Série C): 2003
- 3° Colocado do Campeonato Brasileiro da Terceira Divisão (Série C): 2008
- Vice-Campeão Brasileiro da Quarta Divisão (Série D): 2021
- Campeão do Torneio Paraíba - Rio Grande do Norte: 1962
- Vice-campeão do Torneio Paraíba - Pernambuco: 1962
- Campeão da Grupo Nordeste da Taça Brasil: 1962
- Vice-campeão da Zona Norte–Nordeste da Taça Brasil: 1962
- Vice-campeão do Grupo Nordeste da Taça Brasil: 1965
- 8° Colocado do Torneio Norte - Nordeste: 1970
- Campeão da Taça Governador Guilherme Palmeira: 1981
- Vice-campeão da Copa do Nordeste: 2016
- 5° Colocado da Copa do Nordeste: 2017
- Campeão da Taça Estádio Leonardo da Silveira (Graça): 1962 (inauguração dos refletores do estádio)
- Campeão do Campeonato Paraibano Misto (Mistão-70): 1970
- Torneio Independência: 1970
- Taça Casa Civil do Governador: 1971
- Campeão do Torneio Seletivo para o Campeonato Brasileiro da Segunda Divisão: 1971
- Torneio Sesquicentenário: 1972
- Torneio Campina Grande - Patos (Taça Nabuco Barreto): 1973
- Taça Ótica Boa Vista: 1973
- Torneio Dr. Ivandro Cunha Lima: 1973
- Torneio Antônio Gomes: 1974
- Campeão do Torneio Seletivo para o Campeonato Brasileiro da Série C: 1990
- Troféu Perpétuo Corrêa Lima: 2008 (homenagem aos 20 anos do Estádio Perpetão em Cajazeiras)
- Vice-campeão do Campeonato Paraibano: 1966, 1977, 1981, 1982, 1983, 1984, 1998, 2014, 2018, 2019 e 2020
- Campeão da Taça Estádio Plínio Lemos: 1961 (Inauguração dos Refletores do Estádio Plínio Lemos)
- Torneio Pré-Centenário: 1963
- Taça Diário da Borborema: 1967
- Taça da Associação dos Cronistas e Desportistas de Campina Grande (ACDCG): 1969
- Taça Prefeito Ronaldo Cunha Lima: 1969
- Taça Governador Ernani Sátyro: 1975 (por ter marcado o primeiro gol no Estádio Amigão)
- Taça ACEC: 1981
- Taça Cidade de Campina Grande: 1985 e 1996
- Troféu Jornalista Joacir Oliveira: 2015 (Homenagem aos 40 anos de fundação do Estádio o Amigão)
- Taça Sesquicentenário de Campina Grande: 2015 (Homenagem aos 150 anos de Campina Grande)
- Vice-Campeão do Campeonato Municipal (Taça Cidade de Campina Grande): 1919, 1920, 1955, 1956 e 1957 (amadorismo)

### Categorias de base
- Campeonato Municipal Sub-20 (Raposinha): 1955, 1964, 1965, 1969, 1970, 1971, 1975 e 1987
- Torneio Hexagonal Municipal Sub-20 (Raposinha): 1970
- Copa Rádio Clube: 2010
- II Torneio Supergol de Futebol de Base: 2013

## Outros Esportes

### Basquete
- Campeão Municipal de Basquete: 1959
- Campeão da XV Olimpíada Rainha da Borborema: 2013
- Campeão do Quadrangular Dr. Antônio Morais: 1957
- Campeão Paraibano de Basquete: 2010
- Vice-campeão Copa Brasil Nordeste: 2011
- Vice-campeão Supercopa Do Nordeste (Fase Municipal): 2013

### Futsal
- Campeão Municipal de Futsal: 1965, 1973, 1974 e 1975
- Campeão Paraibano de Futsal: 1959, 1995

### Handebol
- Taça Campina Grande de Handebol – Adulto/Masculino: 2013 e 2016
- Campeão da Taça Handebrejo: 2016
- Campeão da Copa Timbaúba: 2015
- Campeão da Copa Recife Open: 2013

## Estatísticas

### Participações
|  | Participações em 2026 |

| Competição | Competição            | Temporadas | Melhor campanha     | Estreia | Última | P | R |
| Paraíba    | Campeonato Paraibano  | 63         | Campeão (22 vezes)  | 1960    | 2026   |   | – |
|            | Copa do Nordeste      | 7          | Campeão (2013)      | 1999    | 2023   |   |   |
| Brasil     | Campeonato Brasileiro | 11         | 5º colocado (1962)  | 1961    | 1981   |   | – |
| Brasil     | Série B               | 7          | Vice-campeão (1972) | 1971    | 2009   | – | 1 |
| Brasil     | Série C               | 11         | 3º colocado (2008)  | 1988    | 2022   | 1 | 2 |
| Brasil     | Série D               | 10         | Vice-campeão (2021) | 2012    | 2023   | 1 |   |
| Brasil     | Copa do Brasil        | 13         | 2ª Fase (2013)      | 1992    | 2023   |   |   |

### Campanhas de destaque
| Campinense Clube                   | Campinense Clube | Campinense Clube | Campinense Clube  | Campinense Clube |
| Torneio                            | Campeão          | Vice-campeão     | Terceiro colocado | Quarto colocado  |
| ---------------------------------- | ---------------- | ---------------- | ----------------- | ---------------- |
| Campeonato Brasileiro – Série B    | Não possui       | 1 (1972)         | Não possui        | Não possui       |
| Campeonato Brasileiro – Série C    | Não possui       | Não possui       | 1 (2008)          | 1 (2003)         |
| Campeonato Brasileiro – Série D    | Não possui       | 1 (2021)         | Não possui        | Não possui       |
| Copa do Nordeste                   | 1 (2013)         | 1 (2016)         | Não possui        | Não possui       |
| Zona Norte-Nordeste da Taça Brasil | 0 (não possui)   | 1 (1962)         | —                 | —                |
| Grupo Nordeste da Taça Brasil      | 1 (1962)         | 2 (1961, 1965)   | —                 | —                |
| Campeonato Paraibano               | 22 vezes         | 10 vezes         | 6 vezes           | 5 vezes          |

## Ídolos
Década de 1960
- José Lima (Zé Preto)
- Simplício
- Araponga
- Debinha
- Zé Ireno
- Tonho Zeca
- Ruiter
- Cocó
- Coca-Cola
- Chicletes
- Zezinho
- Delgado
- Géo
- Álvaro Barbosa
- Ticarlos
- Zé Luiz
- Janca

Década de 1970
- Pedrinho Cangula
- Dudinha
- Ti Carlos
- Zezito
- Gilvan Rodrigues
- Paulinho
- Edgar
- Toinho
- Valnir
- Dinga

Década de 1980
- Valmir
- Erasmo
- Hélcio Jacaré
- Gabriel
- Luís Oliveira
- Toquinho

Década de 1990
- Marcial
- Henágio
- Suélio
- Douglas Neves
- Roberto Michele
- Valério
- Rinaldo Fernandes
- Neto Maradona
- Orlando

Década de 2000
- Jaílson
- Rodrigo Tabata
- Neto
- Fábio Júnior
- Marquinhos Marabá
- Fábio Santana
- Pantera
- Freitas Nascimento
- Washington Martins
- Edmundo
- Adelino
- Eduardo Teles

Década de 2010
- Warley
- Oliveira Canindé
- Roberto Dias
- Dedé
- Bismarck
- Zé Paulo
- Pantera
- Rodrigão

## Elenco atual
- Atualizado em 20 de Dezembro de 2024.

## Rivalidade

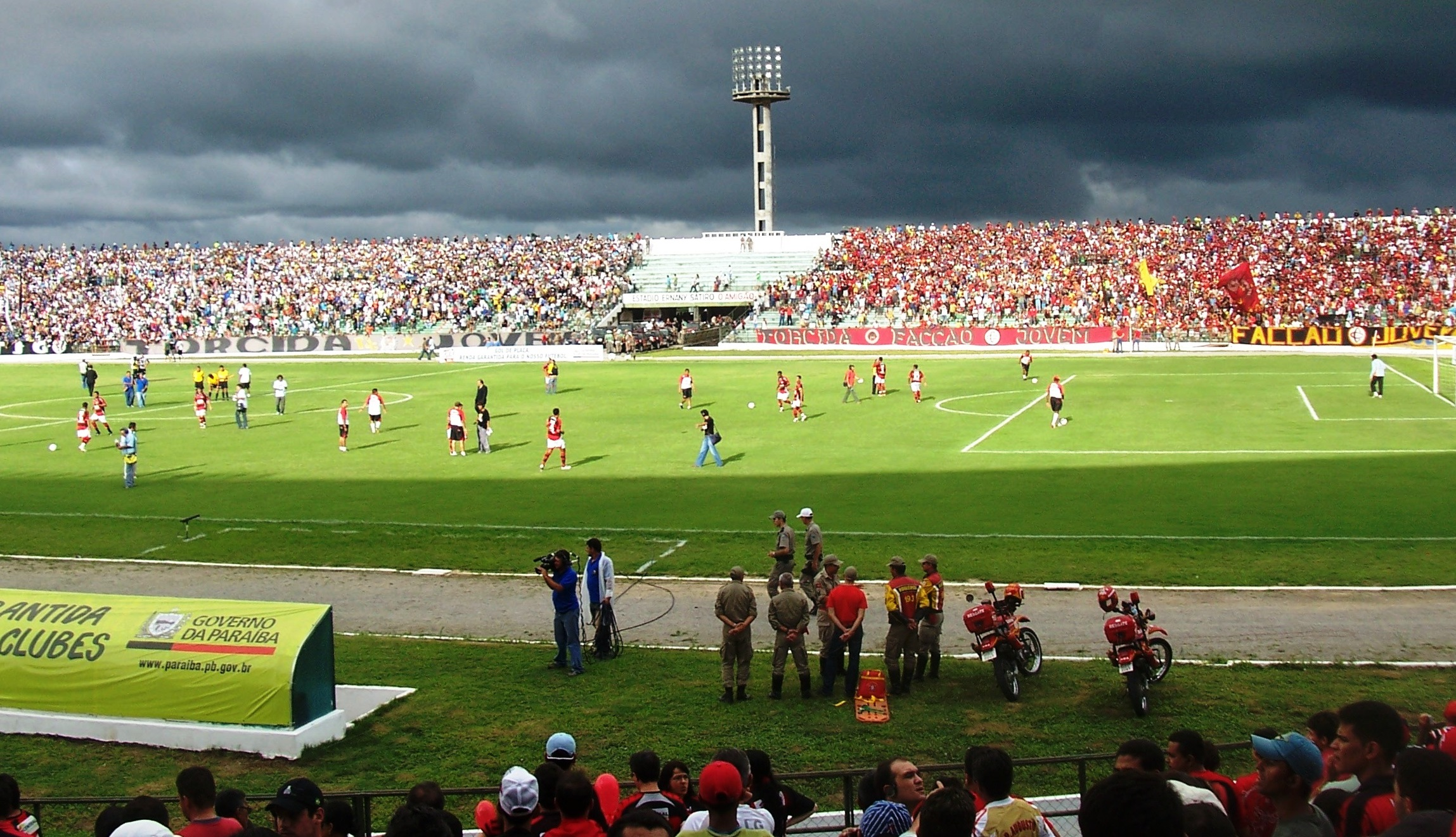
Dia de Campinense x Treze no Amigão (Campeonato Paraibano 2009)

Seus dois maiores rivais no futebol estadual são o Treze Futebol Clube, de Campina Grande, no confronto conhecido por Clássico dos Maiorais, e o Botafogo Futebol Clube, de João Pessoa.
A rivalidade com o Treze é tão grande que o Campinense não utiliza em seu uniforme o número "13", e os trezeanos costumam dizer que são campina-grandenses.
Esse é o maior clássico da Paraíba e um dos maiores do Brasil [carece de fontes?].
Campinense – 113 vitória(s), 454 gols
Treze – 141 vitória(s), 501 gols
Empates – 163
Total de jogos – 417
Total de gols – 955
- Atualizado até 18 de março de 2022